# Jiří Hochmann
Jiří Hochmann (Brno, Checoslovaquia, 10 de enero de 1986) es un deportista checo que compitió en ciclismo en las modalidades de pista, especialista en las pruebas de velocidad y keirin persecución, y ruta.
Ganó dos medallas en el Campeonato Mundial de Ciclismo en Pista, plata en 2011 y bronce en 2009, y tres medallas en el Campeonato Europeo de Ciclismo en Pista entre los años 2010 y 2016.

## Medallero internacional
| Campeonato Mundial | Campeonato Mundial       | Campeonato Mundial | Campeonato Mundial |
| Año                | Lugar                    | Medalla            | Competición        |
| ------------------ | ------------------------ | ------------------ | ------------------ |
| 2009               | Pruszków (Polonia)       | Medalla de bronce  | Madison            |
| 2011               | Apeldoorn (Países Bajos) | Medalla de plata   | Madison            |
| Campeonato Europeo |                          |                    |                    |
| Año                | Lugar                    | Medalla            | Competición        |
| 2010               | Pruszków (Polonia)       | Medalla de oro     | Madison            |
| 2012               | Panevėžys (Lituania)     | Medalla de oro     | Madison            |
| 2016               | Saint-Quentin (Francia)  | Medalla de bronce  | Eliminación        |

## Palmarés
2011
- 1 etapa de la Szlakiem Grodów Piastowskich

2012
- Vuelta a Bohemia Meridional, más 1 etapa

2013
- 1 etapa del Tour de China I
- 1 etapa del Tour de Fuzhou